# Lepidotrichilia convallariiodora
Lepidotrichilia convallariiodora är en tvåhjärtbladig växtart som först beskrevs av Henri Ernest Baillon, och fick sitt nu gällande namn av J.-f. Leroy. Lepidotrichilia convallariiodora ingår i släktet Lepidotrichilia och familjen Meliaceae. Inga underarter finns listade i Catalogue of Life.